# Centris singularis
Centris singularis är en biart som beskrevs av Adolpho Ducke 1904. Centris singularis ingår i släktet Centris och familjen långtungebin. Inga underarter finns listade.